# 董时进

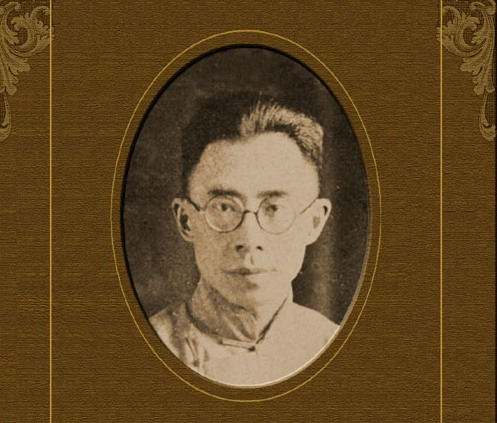
董时进

董时进（1900年11月9日—1984年4月16日），四川垫江（今属重庆市人），中国农学家，教育家，政治家，一生致力于研究农业问题、创办农民杂志、组织农民党，是中国农业经济学的开拓者之一，有“中国三农问题第一人”之称。

## 生平
董时进于1900年农历10月18日生于四川省垫江县武安乡天星桥董家老屋，父亲董世绪、母亲熊氏。祖輩靠勤劳致富，后买田置房。董时进于辛亥革命前入桂溪高等小学堂读书，后到重庆上学，继而考入上海南洋公学（即上海工业专门学校，今交通大学之前身），毕业后弃工学农，于1917年考入北平京师大学农学院（一说是国立北京农业专门学校，今中国农业大学前身之一），在学习期间，品学兼优，而且爱好体育。1920年毕业后考入清华大学公费留学美国之专科，旋赴美国康奈尔大学专攻农业经济学。1925年获农业经济学博士学位，被选为美国施革玛赛学会荣誉会员，又在伦敦大学作学术研究，在欧洲各国考察一年。
回国后，他曾任重庆西南体育专门学校名誉校长、北平大学农学院院长、四川大学农学院院长并执教有年；1929年他和竺可桢、翁文灏共五人代表中国出席太平洋科学会议；1934年任江西省农业学院院长、四川省农业改进所所长，在此期间，他成立了“中国农业协进会”，1940年为“国际农业协会”接纳；又创办“现代农民社”。1938年在成都创办《现代农民》月刊，在全国公开发行。
1940年在重庆沙坪坝井口镇兴办大新农场，种植果树。饲养奶牛，他亲身参加剪枝、嫁接等劳动。1945年举家赴上海。1945年10月任中国民主同盟中央委员。1947年创建中国农民党，任主席。两年后，由于反对土地改革，农民党被迫解散。
1950年，董时进迁美国定居，入美国国籍，执教于加利福尼亚州州立大学，又任美国国务院农业顾问。退休后，笔耕不辍，著述甚多；在美国、加拿大各大城市的社团、大学演讲不下300次，晚年为和平统一中国，奔走于海峡两岸，终因患肠癌，于1984年4月16日辞世，享年84岁。

## 学术思想
作为民国时期著名的农业经济学家，董时进认为农业在中国工业化的过程中有特殊的重要性，提出了系列振兴中国农业的方案。首先，他坚决维护旧社会农村生产关系，提出“佃农优越论”，“中国无封建论”，反对任何形式的土地改革，主张保留土地私有制。其次，与前述保留传统生产关系的保守观点不同，他主张对中国农业的生产方向进行根本改造，发展国际化、市场化、产业化的现代进取农业，生产附加值高的农产品以进口粮食，以营利的经济农业逐渐取代传统自给自足的种粮农业。第三，针对水土流失严重，灾害频仍，他于1936年在中国首次系统提出了山坡地退耕还林还草主张。第四，为了保持必要的人均耕地，他主张坚决控制人口。作为民国时期重农派和维护土地私有制思想的代表，他的思想具有重要的思想史价值。他提出的营利农业论、水土保持论、节制生育论等理论，对今天研究“三农”问题也有启发。

#### 重农论（农本主义）
在以工业化为特征的现代化过程中，传统农业的地位和作用遇到了挑战，学农出身的董时进毕其一生以振兴农业为志向，对农业在中国现代化过程中的作用进行了反复申论，他是民国时期中国“重农论”思想的代表。
董时进认为中国发展农业具有比较优势，应振兴农业以振兴中国经济，建立一理想的东亚大农国。在认识农业与工业在现代化作用的过程，他的思想前后并不一致。最初他认为中国应以农立国，不宜工业化；接着认为建立农业国与建立工业国并行不悖，只有城市和工商业的发展才能拯救农村，中国必须工业化；再到认识农业与工业相比具有许多弱点，但工业的发展离不开农业；最后提出“工业要跟得上人，农业要赶得过人”的发展战略。这一思路历程，可以说反映了近代重农派思想从进攻、对峙再到防守、反击的过程。
20世纪20年代到40年代，中国知识思想界针对中国经济发展的取向，围绕究竟应该以“农业立国”还是以“工业立国”的焦点问题，爆发过三次论争高潮。随着一战的结束，列强卷土重来，中国经济迅速转向萧条。1920-1921年，大批民族工业企业面临倒闭的危机。此时，在知识思想界有人提出，中国并不需要任何制度性的根本改革，而应退回到“农本社会”。形成了第一次“以农立国”抑或“以工立国”的论争高潮。1923年8月12日，章士钊在上海《新闻报》发表《业治与农（告中华农学会）》，提出“吾国当确定国是，以农立国，文化治制，一切使基于农”，成为这场论战的开端。1923年底到1924年春，董时进发表三篇系列文章——《论中国不宜工业化》（发表在1923年10月25日《申报》“时论”专栏）、《中国立国事业之讨论》、《论中国不宜以外资开发富源》，主张“以农立国”，反对中国进行工业化。在这三篇系列文章中，董时进主要从世界资本主义工业国的危机和中国发展农业的比较优势立论，把发展农业和发展工业对立起来，他批判了“贱农重工”思想，但却采取了“贱工重农”的方法，这就回到了中国古代“重本抑末”的思想传统。认为当今之世，农国求过于供，工国供过于求；中国处此工国多余之时，不可以工业化。以为农业为独立稳定之生活，而工业常有生产过剩之危险，故曰农业国可以不需工业国而独立，工业国不能离农业国而存在。其主要论点明显不符合现代化工业化的时代潮流，受到了杨铨、恽代英等人的批评，但其反对借外资开发富源的主张却得到了恽代英的部分肯定。
董时进留美归国后，逐步认识到发展农业与工业化并不是对立的非此即彼的关系，而是具有相互促进的作用。
在《理想的东亚大农国》中，提出一国可以同时为农业国和工业国，建设农业国与振兴工业并不矛盾。他又指出：“营利的农业，根本性质，与工业无异，所异者，仅是生产之种类不同。我们现在的问题，是如何能把中国的农业，由仅供糊口的家庭生产事业，改为有利的生产事业，把我们的农民，改为实业家。”这就进一步指出了农业本身也应工业化，产业化。在《论复兴农村》中，董时进认识到，救济农村不能专门在农村内部绕圈子，应从发展都市工商业入手，工商业发展对于农民至少有两重利益：一为农产品价格可以提高，二为创造工作机会，消纳农村过剩人口。并提出了都市工商业的发展是农业现代化的前提这一“以工促农”的论断。
董时进承认工商业发展对农业有促进作用，但与工业相比，农业的发展有其特性和弱点，如不便大规模经营，靠天吃饭，有很强的季节性，收益递减现象突出等。然而农业为工商业的基础，食料的源泉，事关人类生存，各国均进行扶持重视。中国“以农立国”，农业是国家的基础。“中国农业，因其经济上之重要，对于国家政治及社会秩序，亦有至大之关系，欲救济中国之不安，亦非谋农业之振兴，使农民之经济及生活得到解决，而能自安其业不可也。”董时进认识到赋性孱弱的农业在中国经济发展和社会安定中尤其重要，必须更加重视。
在《农业与国运》中，董时进批评讲工业化者不承认和不知道农业的重要，农业在国家现代化过程中作用十分重大：“第一必须提高人民的生活程度，改善他们的营养，增进他们的体质和健康，这完全是农业的事情。第二必须发展工业，发展工业首需有丰富优良的原料，供给原料也是农业的事情。农业对于国家的重要，绝不至因工业化或现代化而减轻，只有愈更加强。”
在《工业要跟得上人，农业要赶得过人》中，董时进认为：在工业化的战略中，农业不但不应被轻视，且应特别重视，将农业经营成国家的优势产业。要建成农业强国，除在农业上努力外，还需要工业的帮助，必须工业跟得上人，农业才赶得过人，不是建成以前那种没有工业的农业国，而是要建成工业不弱于人，农业胜得过人的国家。上述思想与杨开道“农业攻势工业守势”论相似。反映了重农派对重工派思想的反击。
董时进从20世纪20—40年代，不断阐发农业的重要，从“中国不宜工业化”，到建立“东亚大农国”，再到“工业要跟得上人，农业要赶得过人”，他对农业和工业关系的认识不断变化，但其一脉相承的思路是，中国具有发展农业的比较优势，应建立一现代化的农业强国。他本人也以中国农业的发达为终身奋斗目标。

#### 土地与佃农问题论
在20世纪上半期，针对地权集中，包括国民党与共产党的多种政治力量均主张进行某种形式的土地改革，董时进却明确反对任何形式的土改，他既反对国民党政府的“二五减租”，又反对共产党的平分土地。在反对国共两党政策过程中提出了“中国无封建”等理论。
关于孙中山的土地涨价归公。董时进认为：土地涨价归公，那土地跌价呢，难道应由政府赔偿？“实际人类动作之结果，何一能不掺杂天然或社会之影响。”农民收成好坏，商人赚钱多少，除自身努力外，与自然和社会环境的配合密切相关，难道这些多余收入都充公。“由是可见世间公平之帐，实无法算清，欲单就土地算账，或单就其涨价之一端算账，将尤觉其离公平更远矣。”。
关于国民党政府宣传和部分实施的“二五减租”。董时进指出：“人民购买田地，不过投资之一法，所得地租，不过利息之一种。政府对于他种利息甚厚之投资，既尚不加以干涉，而独强夺投资于耕地者相沿所应得之息金—此息金并非特高—情形同而措置异，亦殊达公平之义矣。”没有政府规定的公允地租，只有市场供求决定的平衡地租。实施“二五减租”，“这等于是政府管制地租，规定官价地租之不易管制，和利息物价是一样的。”“社会上的习惯特别是关于经济的事体，都决不是凭一纸法令所能改变或规定的。”
关于土地私有制。董时进认为，孙中山土地国有为空论，土地私有制不能动摇，轻易改变，弊害会更大，最后还是要回到私有制。“中国农业上应做的事体极多，吾人必须集中力量于土地的利用，以为国家增加出产，不必多耗精神于土地的分配，徒增社会的纷扰。即使土地分配及佃租关系未能尽免流弊，亦须知改变其制度之后，流弊或许更多。利用经济的及教育的措施以改善其关系则可，因噎废食动辄要根本推翻土地私有制，取缔地主，消除佃农则不可。”
关于中国共产党平均分配土地政策。董时进认为：土地平均分配既不可能，也不公平。田土等地千差万别，人口迁移和生死变动不居，“神仙也没有方法把土地平均分配”。土地平均分配还有三大不公平。—是土地仅是财富的一种，只平均分配乡村地主土地，而不平均分配城市财主的地皮房产、金银货物、国内外存款，这不能算公平；二是乡村好吃懒做、吃喝嫖赌败家者，却要去分那些勤俭人家刻苦积蓄买来的几亩田地，这岂能算公平；三是土地是财富的一种，有的人拿钱去置产买地，是投资有形财产，可以收租收息；有的人拿钱去读书学艺，是投资无形财产，也可以赚取更多的薪金。这两者都增加收入，没有差别。“土地及财产既要平分，无形的财产若不平分，亦不能算是公平。”
董时进之所以反对任何土地改革政策，与他提出“中国无封建论”和“佃农优越论”紧密相关，这“两论”是其政策主张的思想基础。
关于“中国无封建论”。董时进认为：近代东欧国家是封建社会，土地属于贵族，农民属于土地，所以要土地革命和农民解放。而中国在秦朝以后，土地可以自由买卖，有钱就可以当地主，做地主比考秀才还要平民化。农民不管是自耕农或佃农，都是身份高尚的人民，因此，中国根本不存在近代东欧诸国所进行的土地革命和农民解放，这在中国两千年前已经闹过了。中国的地主非外国的贵族可比，“除少数外，其土地多由血汗积蓄而来，非同封建之采邑”。
关于“佃农优越论”。董时进认为：消灭佃农制可以增加生产没有事实和理论依据，“固然各地方及各个农民的情形不一样，但是至少有一点可以确说：即是佃农耕种的田地通常并不比自耕农耕种的田地生产低。”
从1930到1940年代，董时进关于土地与佃农的主张主要是针对执政党国民党的土地政策，其目的是维护土地私有制，反对在农村生产关系上作任何变革。在1949年中华人民共和国成立前后，董时进开始将反对的矛头针对中国共产党，他还上书毛泽东反对土地改革，并将给毛泽东的信四处散发，造成不小的影响。董时进的思想受到了中华人民共和国思想界的一致批判，认为董时进是中国右翼资产阶级学者，是地主阶级的代言人。

#### 营利农业论
董时进主张的营利农业，就是反对中国几千年来自给自足的种粮农业，提倡发展面向国际国内市场的高价农产，只要赚钱，就不怕进口粮食。“中国农业的出路不是在使出一担谷的地面出两担谷，而在使出一块钱的地面出几块钱。”强调的是每亩地能出产几元几角，而不是出产几斗几升，重视的是增加农民货币收入，而不是增加粮食产量。其论点的独特之处在于反对稻麦独尊，以粮为纲，用增加农民收入来进口粮食以解决中国农业问题，看出了农民致富和国家粮食自给的矛盾。
通过长期的思考和实践，董时进在《中国农业政策》中提出栽种高价作物，增加农民收入，不惜进口粮食以解决中国农村穷困问题的农业新政策。营利农业针对的是自给自足的种粮农业，董时进认为中国农业最困难最根本的问题为：一方面人多地少，受土地的限制；另一方面，作物以五谷粮食为主，受自给性束缚。在人多地少的国家种植谷粮，既浪费土地，又不能充分利用人力，只能放弃自给式农业，采取营利式农业。这样，就可以克服上述两重限制，达到中国农业的解放。
营利农业核心是强调经济效益，就是要“利用快捷廉便的运输设备，及广大的市场，与丰富的人工，俾在最狭之地面上取得价值最大之出产，而不必拘泥于生产自己食用的粮食。这即是要使农民有多量贵重之农产出售，必要时宁可购买粮食，国家亦须有多量贵重之农产出口，必要时不妨输入粮食。”“什么是贵重的农产呢？即是在一定地面上的出产值钱较多的物品，例如蚕丝、牛乳、各种水果、蔬菜、花卉、烟草、茶叶、甘蔗、棉花、槟麻、人参、薄荷、除蚕菊、漆、蜡、以及其他药用及工艺用植物之类是。此类物产与粮食的性质迥然不同。粮食作物占地面大，需人工少，一定地面上的收获所值甚微，在地广人稀之国土，利用畜力及机械行粗疏的栽培，最为适宜。故世界上出产谷物最丰，输出粮食最多的地方为加拿大、美国中部、澳洲及苏俄等处。地窄人稠之国家，若专务栽培谷粮，不但不能充分用人工，尤属浪费土地。此等国家宜尽可能范围内生产上述各种高价的物品，这无论是在消纳人工的多寡或就收获物的经济价值上说，都是最有利益的。此类农产一亩的收入，通常可抵谷类数亩乃至数十亩。”
营利式农业比自给自足农业增加了商品买卖的不确定因素，经济作物能顺利卖出，粮食能安全买进吗？它涉及两大难题，一、高价作物的销路如何，二、粮食安全如何保障。针对第一点，董时进认为可以利用国际国内两个市场，国内交通的发展，工商业的发达，城市的膨胀，人口的增加，都有利于各种农产品的交流和推销。战后国际贸易的恢复，也有利于农产品出口。针对大量种植经济作物后必然进口粮食，董时进认为进口粮食并不可怕，如巴西、英国、丹麦等国就是榜样。
董时进认为进口粮食不是主张无条件的放弃粮食自给，仅主张要尽量生产高价物品，必要时不妨减少普通食粮作物的栽培。他主张暂且不忙讲自给他给，“要求能给”。大量生产高价物品换取外国粮食，是解决一般人民的粮食问题的捷径。他的主张不会增加粮食问题严重性，恰恰就是解决粮食问题的。
1944年董时进在《国防与农业》中进一步论述了中国实施营利农业的必要。
首先，董时进认为农业最需要国际合作，中国最需要自由贸易。中国“从经济利益着想，实不应将其宝贵的土地，概行栽培五谷，而宜竭力发展每亩土地可以消纳劳力较多，出产价值较大，以及不便由外国输入之物品，俾与地广人稀之国家交换廉价之粮食。中国与西欧诸国，同属利于自由贸易者。实行自由贸易，则国家经济便于发展，讲求自给自足，则国家经济受其束缚。”
其次，中国应发展营养农业，特别是牛奶、水果等产业，以解决中国人的健康问题。“中国一般人民生活太低，营养太劣，不仅粮食不足，其他食物尤不足。为改善营养，提高生活计，应需之食物很多，实难一一自足。迫不得已，惟有极力发展最适宜，最有利之产品，以换取利益较薄及适宜性次之产品。中国必须采取此项政策，然后可以使一般国民得到充分的营养，解决足食的问题。若斤斤于粮食的自给，不但目的不易达到，即使达到，也会放弃良好的机会，影响他种物品的生产，反而妨碍真正足食的成功。”因此，董时进特别提倡发展畜牧业，尤其是乳牛业，提出“建国的第一步———发展乳牛”的口号，只有大力发展既经济又营养的畜牧业，才能让中国人体质逐渐强大起来。
第三，中国应发展特产农业。“发展特产，即系在土地面积限制之下，利用技巧，攻打偏风的办法。中国欲以生产粮食争胜于世界，绝非地广人稀机械耕种之南北美及澳大利亚诸国之敌手。但发展特产，则可利用此等国家之廉价的粮食。中国的丰富人工，农民的精巧技能，各地方历代传下来的优美物产，皆属吾国农业上之重要资源，指示农业发展的另一个有利的方向。”从国际竞争的比较优势方面，指出中国也应发展经济农业。同时董时进认为在商品作物生产和衣食作物生产两者冲突时，应以发展经济作物赚钱为主。

#### 水土保持论
所谓水土保持，就是要适宜地管理和利用水源及土壤，不使其流失，以免产生破坏的作用。“水土保持”这个名词是从美国传到中国来的，在20世纪30、40年代，美国还派了两位水土保持专家来华帮助中国调查和设计。美国的水土保持运动启发了董时进，他成为中国最早一批系统研究此问题的专家，并提出了山坡地退耕还林还草的政策主张。1930年代初期和中期，中国发生了罕见的大水灾，1931年的长江大水损失在20亿元以上。1935年长江的水灾，湖南一省的损失超过2亿元，湖北超过5亿元，该年黄河的水灾，山东一省的损失超过1.5亿元。同时，加上世界经济危机的冲击，中国农村经济急速衰落。在这样的背景下，探寻中国贫穷和多灾的原因，成为一个重要的时代课题。
在《土地破坏与农村衰落》中，董时进通过实地调查，发现农村土地的土壤破坏十分严重，成为农村衰落的主要原因。他观察到土壤破坏主要有三种情形：一是石沙淹没，土质变坏；二是河流冲溃，将土壤卷走；三是雨水洗刮山上土壤。土地破坏的根本原因是由于山坡的开发，河流湖泽的淤塞。董时进发出警告：若不赶紧挽救，大好良田与山林都将变成沙漠和石岩，岂但造成灾荒，真可以亡国灭种。
在《美国之富源保存运动——愿中国人猛醒》中，董时进介绍了美国人在资源丰富情况下仍为后人着想的富源利用理念，以及美国政府为保护森林、野生动物、土壤而颁布的法律和政策，希望资源破坏严重的中国人猛醒。
在《中国天然资源损害的危险及其挽救办法》中，董时进指出：中国贫穷和多灾最根本而又有永久性的原因是天然资源的耗竭和破坏，而不是内战、土匪、官府的剥削、帝国主义的侵略、实业不振、水利不修等表面原因。中国农业开发悠久，与农业有关的土壤森林及江湖等资源已经耗竭或破坏不堪，直接导致水土流失和各种灾害。任意开发农业的结果，带来三大永久性害处，即：一是减少肥沃土地；二是减少有利的天然产物，如某些鸟兽鱼鳖；三是变水利为水害。造成资源破坏的原因是：历史上中国人对自然界因果关系没有认识，又因为我们的祖先原来在上游居住，对给下游造成的破坏看不见，只管开发取给，从没有想到后患，一地资源耗尽，然后往他处（下游）迁徙，结果弄到今日多灾极贫的局面；另一方面，今天的目标仍然是地尽其利，着重在开发取用，没有保存地利的意识。他还对当时开发西北提出质疑，认为西北是我们祖先早已毁坏放弃了的，“我们再回去无异乎厨房的东西吃光了，又跑到垃圾箱里找骨头”。
董时进将天然资源分为矿产、鸟兽水产、森林、水、土壤，矿产为不可补充资源，鸟兽水产、森林、水、土壤为可再生资源，对不同的资源应有不同的保护。土壤和森林保护尤为迫切和重要。董时进提出了停耕山地种林种草是保存资源的根本挽救办法。首先是限制山地的开垦，并将已开垦而不宜开垦的山堆，停止耕种，分别种植牧草或栽培树木。1944年董时进出版《国防与农业》，该书第十一章专论“水土保持与水利问题”。他强调退耕还林政策实行之前，应统筹规划，并提出退耕还林要特别注意农民安置。“要将山地停止耕种，必须对于原来居住耕种之人民，设法救济，使能另谋生路。政府必须帮助农民迁徙及改业，或使之另行获得耕种之土地及经营之资本。”“停止耕种之土地，并非停止生产，不过改变用途，嗣后经营林业及畜牧，仍须有人从事。某处地方或须划作矿产，其他地方或须培植风景，供人游览，故随处皆可以创造职业的新机会。”
董时进是中国最早系统提出退耕还林还草政策的科学家，其主张在国民政府时期根本无法实行。新中国成立之初，国家对退耕还林、水土保持即开始关注，其后几十年，我国退耕及恢复植被工作进展缓慢。2002年国家《退耕还林条例》出台，各地开始了大规模的退耕（田）还林（草、湖）运动。董时进的主张在60多年后得到了全面的实施。

#### 节制生育论
董时进是民国时期众多主张控制人口的理论家之一，他从农业经济与社会的多个角度反复申论了中国节制生育的必要。
（一）土地问题与节制人口
关于开垦荒地的用途。在《食料与人口》中，董时进认为：“各国人民之生活，可以维持于适宜的程度者，每人平均约需耕地一亩（英亩）半。吾国现时每人只有耕地约0.6亩。”因此，应大力开垦荒地。然而垦荒的同时必须控制人口。“中国之荒地，无论其为多少，宜悉作为提高人民生活程度之用，不宜以供人口繁殖之资。”这一观点得到了人口学家陈长蘅的赞同。
关于扩大农场面积。董时进在《农业经济学》指出：与美国相比，中国农场的面积太小，全国平均分配土地，则农家每户所得，不过二十余亩，同为不便耕种不经济的过小农场。扩大农场有两条路，一为移民垦荒，二为发展各项实业，以消纳一部分农业人口。但若人口随时增加，则垦荒与发展实业以扩大农场的效果就不会显著。“欲补救农场过小之困难，恐终非讲求人口之限制，及土地之更有效的利用不可。”董时进认识到农场过小不能靠土地改革等方法解决，根本出路在控制人口。
关于人均耕地。在《中国何以须节制生育》中，针对中国地大物博，荒地众多，人口密度不大，因此不怕人多的观点，董时进指出：新疆、西藏等西部地区占去了中国一大半，这些地方没有多少出息；中国的荒地一种是土地瘠薄，不堪耕种，一种是地势卑下，易遭水淹。中国18省人口密度已接近德国、意大利，超过法国这些高密度国家，论地面的人口密度不如论耕地的人口密度正确，中国人均耕地远低于美国、法国。从动态观察，人均耕地会越来越少，今后为了水土保持必须将部分耕地还给江湖和森林，为了农民增收广种经济作物，种粮食的土地减少，加上工业化后交通、学校、工厂、城市的发展占用耕地，人地比例会越来越失衡，只有控制人口才能保持一定的人均耕地。
（二）资源保护与节制人口
在《资源保存于民族复兴》里，董时进分析了人口增长与资源破坏以及社会周期性动荡的密切关系。他说：人口稀少，人们种植良好土地。随着人口增多，人民被迫种植山地和低洼地，一方面造成水土流失和填塞河湖，破环水土资源，带来自然灾害。另一方面，这些劣地农民，抗灾荒能力异常薄弱，一遇天灾，必然人祸相伴，社会由此动乱。经过一段时期后，人口减少，社会恢复平静。如此周而复始，一次比一次自然资源破环更厉害，中国人种和文化就越来越差。他由此提出：“中国并不一定要四万万五万万人，有一万万两万万也可以成世界最强的国家，如果四万万人中有两三万万时常过着非人类的生活，倒不如只有一两万万，大家都过高尚满足的生活。这样情形的国家才能强盛，物质和精神文明才能进步，这并不非说我们要把现在的人杀掉几万万，但是我们对于人口增殖，决不能再行放任，必须远谋有效的广大的节制生育，限制人口的办法，与资源的保存同时进行。”
（三）经济社会问题与人口过多
在《中国何以须节制生育》中，董时进认为：中国国弱民穷，原因在人多。“中国地面大，人口总数很多，然而大多数太穷，致一切建设文化都不易发达，所以宁可牺牲量，增进质。我们不用怕人太少，中国的人口怎样也不会减少到列强人口之下。中国弱并不是御侮的人数不够，乃是因太穷，太弱，太愚，穷弱愚的最大原因，便是人太多。必须将数减少，质才容易提高。”
中国社会上许多痛苦和罪恶，也是因为人多。董时进将穷人的穷困归罪于自己生养过多，没有看到甚至否认了帝国主义和封建剥削这些根本原因。董时进另一重要理论“营利农业论”也与人口问题紧密相关，其目的就是为了解决中国人多地少的矛盾。种植高价农产人工需要多，收益又大，从就业和收入两方面解决中国人口过剩问题。收益增加后，进口粮食，可以解决人多的吃饭问题。董时进主要论述了彻底认识节制生育的必要性，至于方法，他希望政府即社会人士，不惜以各种方法达到节制生育的目的，不必因或有之流弊，而有所顾忌与迟疑。

## 相关事件

### 组建中国农民党
从董时进对农村土地经济和社会的分析看出，他强调保障私有地权，反对侵犯私有产权。因此，1945年民盟召开全国代表大会，会议提出“废除封建土地所有制，实行土地国有”民盟政纲时，作为民盟中央委员的董时进则在会上发言，称中国农村经济问题不是土地所有制问题，而是改良生产技术问题。 会后他写信给张澜主席，表示不同意该主张，退出民盟。
董时进深知无法通过民盟表达自己的主张。1947年1月1日《中华民国宪法》颁布后，组党自由相对宽松，各派系纷纷成立自己的党派，董时进便顺势于同年5月12日在上海组建中国农民党，并当选为主席。 董时进在中国农民党成立宣言中道：“我们组织本党的动机，曾经在本党的缘起上详细陈述，大意即是说：中国之所以闹到日前这样糟的局面，病根是因为农民不能做国家的主人，只做了别人的武器和牺牲品。因此认为欲使中国成为一个太平富强的民主国家，非培养农民的政治能力，并将他们团结起来，使能行使公民的职权不可。”
“中国农民党”侧重于乡村建设，谋求于同城市平衡发展，认为造成农村贫富悬殊的主要原因是政治混乱，法纪不存，贪官污吏肆意掠夺农民，即所谓的“政治剥削”。
所以一方面他要求实行法制，惩处贪官污吏；另一方面主张在保留封建地主土地所有制的前提下，依靠政府进行改良，通过扶植自耕农经济来缓和农村社会矛盾，促进农村的经济发展。他建议政府用赎买的办法，收购大地主的土地，同时成立自耕农基金，扶持自耕农，借给有能力经营土地的农民购买土地，或向政府租赁土地。
在成立宣言中，中国农民党提出了一系列主张：
1、党的使命是为农民争取国家的主人地位
“本党虽是代表社会上一行职业的政党，但绝不存自私的阶级观念，一切主张，必须顾到国家全民的利益，我们的主要使命是为农民争取国家的主人地位，并谋政治的改革，及农业与乡村的改进，这都是整个国家所切需的。至于本党的党员当然最大部份是要向农民里面去征求，但是我们也欢迎一切同情者参加。农民党是要农民都能当国家的主人，却并非要他们都去做官。”
2、农民所受的剥削主要是政治剥削
“我们认为农民所受的剥削，主要的是政治的剥削，因为政治不良，法纪不存，农民知识低落而又散漫，一切军阀官僚皆可以利用他们的权位，肆意掠夺人民，使得整个乡间涸竭，个个乡民贫穷。因此，我们认定，改善农村经济的办法，应着重在改良政治，修明法纪，使乡间所生产的财货不再被非法剥削，集中城市，而不是要从富农和乡间小地主的手里夺取一些去弥补贫农。”
3、反对强制没收农民财产
“本党真诚的为农民谋利益，决不欺骗农民，故不愿意发出一些只好听而不能实践的诺言，使他们期待从天上掉下来的财喜，隔夜发横财，因为这些都是靠不住的，我们第一步要努力的要使农民能收得自己辛劳的结果，不被他人掠夺，并能藉自己的勤俭与经营逐渐改善其境遇。”
4、使农民获得自由自主的权力，不再被别人拉去打仗
“八年抗战下来的国家，浩劫余生的人民，牺牲惨重，痛苦万状，内战再打下去，非至同归于尽不止。我们要求一切军队都无条件的向全国人民投降，在人民的面前，将他们的枪炮一齐放下来，实现全国的和平统一。同时我们认为内战的根本解决，不仅是目前不打的问题，而必须使农民获得自由自主的权力，不再被别人拉去打仗，而且能站出来阻止任何人打仗。”
5、注重乡村与城市的教育平衡
“我们认为根本救国的办法，是在和平统一及优良的政治情形之下，积极发展建设与教育，这才是本党最重要的使命。过去中国不是没有建设与教育的成绩，然而建设完全集中在大都市，教育只是极少数人的专利品。结果是建设反加重人民的负担，都市愈发达，乡村愈残破，教育造成了社会上的寄生分子，受教育的人愈众，剥削农民者愈多。本党必须力挽其弊，特别注重乡村生产建设的发展和农民知识的提高，使中国成为一个平衡健全的国家。”
6、“不愿做任何党派的尾巴”
中国农民党成立后，主张“为农民谋利益，不一定要损害地主，更犯不着不必要的徒惹地主的反感”，公开声称“不愿做任何党派的尾巴”，对“共产主义并不感兴趣，但同时对于（国民党）政府亦不满，政府必须彻底改革，并鼓励农民参政”。1948年中共发表《纪念“五一”节口号》和召开新政治协商会议文告，各党派认为它“符合于全国人民大众的要求”，中国农民党也表示“当无不乐闻此项消息”。此时中国农民党依然“对目前时局绝对保持中立态度”，但对国共两党的态度有所改变，一方面强调“对中共持观察态度，注意其发展，研究其政策，不主动求好感，并避免恶感”；另一方面“对政府持应付态度，党与政府保持距离，不以党的立场参加政府”。
1949年1月，国共和谈，中国农民党发表宣言表示拥护，同年4月，董时进谋求农民党作为参加新政协的单位。5月17日，董时进自香港抵北平，致函周恩来要求会见。
6月5日，李维汉约见董时进，“批评他在1948年公开发表的反对共产党和反对土地改革的文章，是力图为地主阶级保存封建剥削制度，因而使农民党成了地主党，农民党的路线成了地主路线。李维汉并向董时进说明，农民党参加新政协是困难的，劝董时进不要搞农民党，仍以从事农业建设为好，希望他把技术介绍给人民政府，为农业建设服务。董时进最后表示，愿意推荐农业技术人员贡献技术，农民党可以宣布解散。
6月25日，农民党在北平发表《中国农民党为停止党务活动致力生产建设宣言》，宣称：“本党中常会议决，自即日起停止本党一切党务活动。号召全体党员一致在中共和即将成立的民主联合政府的领导下，将大家的学识技能和一切力量贡献出来，帮助新民主主义新中国的建设成功。”

### 上书毛泽东劝阻土改
1949年12月，农业经济学家董时进上书毛泽东，劝阻土地改革。
董的观点简单明了：中国的土地不是分配不均，而是人口太多，土地太少，农村劳力大量剩余。应当节制生育、优生优育，同时发展其他产业，将农村劳动力转移出去。如果平分土地，会将劳力束缚在土地上，阻碍中国工业化。平分土地后，土地细化，难实行机械化，且农民在小块土地上没有致富的可能，对土地长远投资缺乏热忱，土地将退化。再者，土地改革后，由于失却了地主富农的累进赋税，将给国家税收带来困难。
当时的一些文件和讲话，认为不到乡村人口10%的地主富农，占有约70%至80%的土地。董认为是不正确的。他指出，根据民国时期土地委员会在16省，163个县，175万多户农户中举行的调查结果，35.6%的农户拥有5亩以下耕地，24%农户拥有5至10亩，13%农户拥有10至15亩，1000以上的大地主只占0.02。这一调查和他在四川、江西等农村的考察近似。如今可查的数据，包括土改时期的调查，都证明了董的观点。
董时进强调，在中国，封地或土地世袭的封建制度，两千多年前就结束了。土地可以自由买卖，租赁基于双方自愿，土地拥有者中绝大多数是靠勤劳和善于经营起家的，如百姓所言，“富不过三代”。“有恒产”的传统令工农兵学商各阶层的人购买土地出租;这和存款、买股票是同样道理。拥有土地不是犯罪，极少数人用不法手段夺取土地才是犯罪。他给毛的上书中，举了进城女佣和黄包车夫蓄钱置地的例子。
拥有小块土地的农户，宁愿租出土地；自己有劳力和经营能力，另外向地主租土地耕作为生的情况普遍存在。自耕农刻苦勤奋，目标是成为富农或地主。土改后，分到土地者高涨的情绪，过了一段时期就会低落，因为他们耕种所得，都要上缴国家，没有发家致富成为富农地主的可能。
其实，董时进如此建言时，知道土改大局已定，于是悲哀地预言说，政权巩固之后，就会将农民的土地收回，建立集体农庄，粮食大量交给政府，然后会出现许多问题。最后，董时进说：“他们还是会放弃，回到正确的路上来”（1980年代初期中共在中国大陆农村推行的以包产到户实为分田到户为主要内容的家庭联产承包责任制。故而被称为”先知“"预言家“）
学者谢泳在《董时进：一个被遗忘的知识分子》中这样描述董时进和他所处的那个特殊年代：五十年代最初的日子里，中国著名大学里很多知名的教授都参加了土地改革，并且回来后写了文章。其它专业的教授写文章可能还有应景的成分，但是像当时清华大学教授潘光旦、全慰天、吴景超，他们都是社会学家，对中国社会问题过去都有非常高明的看法，但他们也写了针对董时进“江南无封建”说的文章，来证明土地改革的必要性。还有孙毓棠，他也以专家的身份写了《江南的永佃田与封建剥削》。一个时代，不管是出于什么原因，知识分子在整体上丧失了独立性，是这个时代最大的耻辱，也是知识分子最大的耻辱。

### 轶事

#### 崇拜孙中山
董时进青年时即十分崇敬孙中山先生，凡有称孙中山先生为“孙大炮”者，必与之激烈争辩，致面红耳赤，不折服对方，决不罢休。

#### 参加五四运动
1919年，他在北京求学时参加“五四运动”，于6月3日游行时，被北洋军阀拘捕，当时被拘捕的学生约800余人，囚禁于北平大学法科，七天后被释放回校。

#### 批评蒋介石
他还指名道姓批评蒋介石，写了《请政府禁呼万岁》一文，他写道：“国民党喊总裁万岁，万岁原系君主时代对皇帝的称呼”，“万岁爷骑在人民头上作威作福，人民组织政府雇用官吏，而结果好似找来了一些老祖宗”，他还质问：“林（林森）主席和蒋委员长谁大？”指责当时各单位只挂蒋介石像，不挂国民政府主席林森像的作法。并说：“批评政府是农民的权利，只有暴君才怕人民批评。”

#### 主张第三条道路
他曾赞扬中国共产党“有朝气，精神振作，办事务实，政治廉洁，无营私舞弊等腐败官场恶习”，尤其是赞扬陕甘宁边区的“三三制”政权好。在批评国民党政府独裁专制，贪污成风，通货膨胀，民不聊生的同时，又批评共产党“崇拜偶像”。他反对内战，天真地主张请马歇尔做公证人，国共两党都裁去军队，中国只保留警察，没有军队，内战就打不起来了。美国人也认为此议行不通，魏德迈曾写信给他说：“一个国家没有军队是不行的”，劝他“跟蒋先生走”，自有“出路”。但他拒绝靠拢国民党，也不理解共产党，想以美国为模式走第三条道路。

### 兄弟及家庭
兄弟四人，董时进是老大，二弟董时敏，大学毕业后曾著书立说，谢绝了垫江县税务局局长这样的肥缺，隐居乡里，以读书、吹拉弹唱自娱，愤世嫉俗，1949年四十岁时去世。三弟董时恒，终身执教于大学，带研究生，研究体育史，著述译著多种，担任《中国大百科全书·体育卷·体育史》条目副主编。四弟董时光，20世纪50年代初被美国当局以亲华之罪名驱逐出境，回重庆后执教于西南师范学院，1957年以诤言招祸，被错划为右派分子，1961年在劳改中客死他乡，终年48岁。1984年5月13日正式平反。有堂弟董时厚任西南农学院园艺系主任。
第一位妻子，是垫江县农村的胡姓女子，新婚不久，董时进即去北平求学，妻子在家孝敬公婆，善待小叔，十分贤惠，惜几年后病逝，1925年董时进回乡的第二天，即具办香蜡纸烛到妻子墓前祭扫，深表歉疚和哀悼之情。1926年，董到北平后，娶了一位朱姓女子为妻，她是前“贤人内阁”总理熊希龄的外侄女。朱比董长两岁，擅长西画、国画，生有二男二女，均已学有成就。

## 著作
- 《农业经济学》
- 《中国农业政策》
- 《农民与国家》
- 《国防与农业》
- 《农村合作社》
- 《粮食与人口》
- 《农人日记》
- 《食料与人口》
- 《农村合作》
- 《论共产党的土地改革》
- 《我认识了共产党》
- 《共区回忆录》
- 《两户人家》（小说）
- 《阿宝救牛记》（小说）